# Abbas Chahrour
Abbas Chahrour (arabe : عباس شحرور) (né le 1er janvier 1972 au Liban) est un joueur de football international libanais, qui évoluait au poste de défenseur.

## Biographie

### Carrière en club
Il joue de 1994 à 2003 dans le club du Nejmeh SC. 

### Carrière en sélection
Il a été international de 1996 à 2001 (9 sélections pour un but). 
Il inscrit son unique but lors de la coupe d'Asie des nations 2000, contre l'Irak à la 28e minute. 